# Партизани у стрипу
Стрипови о југословенским партизанима су део једног од најбитнијих аутохтоних жанрова популарне културе — партизанског — у периоду 1945-1990. у СФРЈ.
Неки од ових стрипова су имали велику популарност код разних генерација, а у многим случајевима су их радили ствараоци који су имали стварно искуство герилског ратовања (Бранко Ћопић и Иво Кушанић у партизанима, Десимир Жижовић Буин у четницима) или илегалног рада (Ивица Бедњанец као партизански курир у Загребу током НДХ).
Југословенски партизански стрип се развио до пуног жанра, који је понекад био омиљен чак и код неких страних публика (серијал „Партизани“ у Холандији, „Валтер брани Сарајево“ у Кини).
Са распадом СФРЈ 1991. овај жанр се гаси, мада његове креативне могућности још нису биле исцрпљене.

## Важнија остварења партизанског стрипа

### Ћира и Мира
Сценариста Бранко Ћопић, цртеж Иво Кушанић, 1943-1945.

### Капетан Леши (стрип)
По истоименом филму редитеља и сценаристе Жике Митровића у стрип сценаристички адаптирао Ненад Брикси, цртеж Јулио Радиловић Јулес, четири епизоде, 1960-1964.

### Диверзанти
По истоименом филму редитеља Хајрудина Крвавца и сценаристе Властимира Радовановића, у стрип сценаристички адаптирао Марцел Чукли, цртеж Јулио Радиловић Јулес, 1967-1968.

### Партизани
Сценарио Ђорђе Лебовић, са једнократним учешћем других сценариста: Звонимир Фуртингер, Марцел Чукли и Ервин Рустемагић. Цртеж Јулио Радиловић Јулес. 1966-1989. Серијал је постигао успех у Холандији и другим земљама, видети чланак посвећен стрипу: Партизани.

### Стрипови Здравка Сулића
Здравко Сулић је урадио више појединачних прича за лист Кекец и едицију Никад робом са темом НОБ.

### Стрипови Ивице Бедњанеца
Ивица Бедњанец је као комплетан аутор урадио више појединачних прича за едицију „Никад робом“:
- Курир Богдан
- Зекина пушка
- Бабин зуб
- Савезници
- Јадрански вукови
- Шуме смрти
- Домобранци

### Мирко и Славко
Погледати чланак Мирко и Славко

### Отписани
По истоименој телевизијској серији редитеља Александра Ђорђевића и сценариста Драгана Марковића и Синише Павића, цртеж Ахмет Муминовић, 15 епизода.

### Поручник Тара
Сценарио Светозар Обрадовић, цртеж Бранислав Керац, 22 епизоде серијала, 1975-1979.

### Валтер брани Сарајево
По истоименом филму редитеља Хајрудина Крвавца и сценариста Ђорђа Лебовића, Моме Капора и Саве Пређе; цртеж Ахмет Муминовић.

### Партизан Горан
Сценарио Петар Алаџић, цртеж Бранислав Керац, две епизоде, 1978-1979.

### Николетина Бурсаћ
Серијал по књизи Бранка Ћопића, сценарио и цртеж: Бојан Ковачевић, две епизоде, 1980.

### Троје несаломљивих
Сценарио Светозар Обрадовић, цртеж Бранислав Керац, две епизоде, 1980-1981.

### Фрањо Клуз
Сценарио Миодраг Милановић, цртеж Јелко Петернељ, дванаест епизода, 1980-1982.

### Балкан Експрес
Сценарио Гордан Михић, оловка Бранислав Керац, туш Бранко Плавшић, пет епизода, 1986-1988.

### Пилотски подвизи
Сценарио Миодраг Милановић, цртеж Стево Маслек, шест епизода, Мале Новине (1986- 1988) и Стрип Стар 1989.